# BrainDead
BrainDead – amerykański serial telewizyjny (dramat, komedia, thriller)  wyprodukowany przez Scott Free Productions oraz  King Size Productions. Twórcami serialu są Robert King i Michelle King. "BrainDead" był emitowany od 13 czerwca do 11 września 2016 roku przez CBS.
W Polsce serial był udostępniony został w ramach usługi VOD Seriale+ platformy nc+ od 18 sierpnia 2016 roku. 18 października 2016 roku stacja CBS ogłosiła anulowanie serialu po jednym sezonie.

## Fabuła
Serial skupia się na Laurel, która zaczyna pracować w biurze senatora w Waszyngtonie. Po pewnym czasie odkrywa, że rząd przestał pracować, a kosmici zaczynają zjadać mózgi kongresmenów i pracowników rządowych.

## Obsada

### Główna
- Mary Elizabeth Winstead jako Laurel[3]
- Aaron Tveit jako Gareth[4]
- Nikki M. James jako Rochelle[5]
- Johnny Ray Gill jako Gustav[6]
- Danny Pino jako Luke[7]
- Tony Shalhoub jako Red Wheatus[8]

### Drugoplanowe
- Beth Malone jako Claudia[9]

## Odcinki
| Sezon | Sezon | Odcinki | Oryginalna emisja CBS | Oryginalna emisja CBS | Oryginalna emisja | Oryginalna emisja | Oryginalna emisja |
| Sezon | Sezon | Odcinki | Premiera sezonu       | Finał sezonu          | Premiera sezonu   | Finał sezonu      |                   |
| ----- | ----- | ------- | --------------------- | --------------------- | ----------------- | ----------------- | ----------------- |
|       | 1     | 13      | 13 czerwca            | 11 września 2016      | nieemitowany      | nieemitowany      |                   |

### Sezon 1 (2016)
| #  | Tytuł | Reżyseria           | Scenariusz                           | Premiera CBS     | Premiera     |
| -- | --- | ------------------- | ------------------------------------ | ---------------- | ------------ |
| 1  | The Insanity Principle: How Extremism in Politics is Threatening Democracy in the 21st Century                                           | Robert King         | Robert King, Michelle King           | 13 czerwca 2016  | nieemitowany |
| 2  | Playing Politics: Living Life in the Shadow of the Budget Showdown – A Critique                                                          | Jim McKay           | Larry Kaplow                         | 20 czerwca 2016  | nieemitowany |
| 3  | Goring Oxes: How You Can Survive the War on Government Through Five Easy Steps                                                           | Jim McKay           | Jonathan Tolins                      | 27 czerwca 2016  | nieemitowany |
| 4  | Wake Up Grassroots: The Nine Virtues of Participatory Democracy, and How We Can Keep America Great by Encouraging an Informed Electorate | Allan Arkush        | Peter Parnell                        | 11 lipca 2016    | nieemitowany |
| 5  | Back to Work: A Behind-the-Scenes Look at Congress and How It Gets Things Done (and Often Doesn't)                                       | Allan Arkush        | Jacquelyn Reingold                   | 24 lipca 2016    | nieemitowany |
| 6  | Notes Toward a Post-Reagan Theory of Party Alliance, Tribalism, and Loyalty: Past as Prologue                                            | Frederick E.O. Toye | Aurin Squire                         | 31 lipca 2016    | nieemitowany |
| 7  | The Power of Euphemism: How Torture Became a Matter of Debate in American Politics                                                       | Frederick E.O. Toye | Laura Marks                          | 7 sierpnia 2016  | nieemitowany |
| 8  | The Path to War Part One: The Gathering Political Storm                                                                                  | Brooke Kennedy      | Peter Parnell                        | 14 sierpnia 2016 | nieemitowany |
| 9  | Taking on Water: How Leaks in D.C. are Discovered and Patched                                                                            | Ron Underwood       | Jonathan Tolins, Aurin Squire        | 21 sierpnia 2016 | nieemitowany |
| 10 | The Path to War Part Two: The Impact of Propaganda on Congressional War Votes                                                            | Felix Alcala        | Larry Kaplow                         | 28 sierpnia 2016 | nieemitowany |
| 11 | Six Points on the New Congressional Budget: The False Dichotomy of Austerity vs. Expansionary Policies                                   | Brooke Kennedy      | Jacquelyn Reingold & Jonathan Tolins | 4 września 2016  | nieemitowany |
| 12 | Talking Points Toward a Wholistic View of Activism in Government: Can the Top Rebel?                                                     | Felix Alcala        | Larry Kaplow                         | 11 września 2016 | nieemitowany |
| 13 | The End of All We Hold Dear: What Happens When Democracies Fail: A Brief Synopsis                                                        | Robert King         | Jacquelyn Reingold, Jonathan Tolins  | 11 września 2016 | nieemitowany |

## Produkcja
23 lipca 2015 roku, stacja CBS ogłosiła zamówienie pierwszego sezonu serialu BrainDead. We wrześniu 2015 roku ogłoszono, że główną rolę w serialu zagra Mary Elizabeth Winstead. W październiku 2015 roku do projektu dołączyli: Aaron Tveit, Johnny Ray Gill oraz Nikki M. James. W grudniu 2015 roku, ogłoszono, że Danny Pino wcieli się w rolę brata głównej bohaterki. W lutym 2016 roku do serialu dołączył: Tony Shalhoub. W marcu 2016 roku, do projektu w roli powracającej dołączyła Beth Malone.